# 张志坚 (1937年)
张志坚（1937年5月—2022年6月16日），男，四川渡口人，中华人民共和国政治人物，曾任中华人民共和国劳动人事部副部长，人事部副部长，中央机构编制委员会办公室主任，第十届全国人大代表。